# Nora Kershaw Chadwick
Nora Kershaw Chadwick (Lancashire, 28. siječnja 1891. – 24. travnja 1972.), britanska medievalistica koja je istraživala Kelte, a sa suprugom Hectorom Munroom Chadwickom objavila je glasovito djelo Razvoj književnosti (eng. The Growth of Literature) s poviješću usmenih književnosti brojnih svjetskih književnosti. Na hrvatski joj je prevedeno djelo Kelti koje je na hrvatski prevela Norma Lovrić; u djelu čitatelja upoznaje s kulturom i civilizacijom koja je prosječnom čitatelju potpuno nepoznata te mu može poslužiti kao referentna točka u stjecanju znanja o keltskoj kulturi, napose o keltskoj mitologiji. Proučavala je i anglosaski i staronordijski. Djelo Razvoj književnosti u drugom svesku dotiče se i hrvatske usmene književnosti. Objavila je prvi potpuni prijevod sage o prošlosti Hervarar saga ok Heiðreks i poeme iz Heidrikove sage Hlöðskviðe.